# Conca hidrogràfica del Xúquer
La Conca hidrogràfica del Xúquer comprèn totes les conques que aboquen al mar Mediterrani, entre el marge esquerre de la Gola del Segura, en la seva desembocadura, i la desembocadura del riu de la Sénia, a més de la conca endorreica de Pozohondo.
La seva extensió total és de 42.988,6 km² i s'estén per les provincies d'Albacete, Alacant, Castelló, Conca, València i Terol, a més d'una petita zona de la comarca del Montsià a Catalunya.